# Galgula partita
Galgula partita là một loài bướm đêm trong họ Noctuidae.